# Thiébaut de Gournay
Thiébaut de Gournay (XVe siècle - 1542/1567) est écuyer, seigneur de Talange, de Saulny, de Clouange et de Vitry ainsi que maître-échevin, échevin du palais, aman, treize juré, sept de la guerre et sept des trésoriers pour le paraige de Saint-Martin de la République messine de 1479 à 1542.

## Biographie
Premier fils de François de Gournay et de Perette de Louve, fille de Thiébaut de Louve et de Marguerite de Heu est un membre de la famille de Gournay. Il a deux frères et quatre sœurs, deux demi-frères et quatre demi-sœurs.
Il est le descendant de Colin de Gournay, un bourgeois élu maître-échevin en 1230. Cette famille patricienne messine s'est taillée une place très importante dans la cité en raison des positions municipales prestigieuses que ses membres occupaient.
Thiébaut de Gournay est respectivement maître-échevin en 1503, échevin du palais en 1479, aman de Saint-Gorgon, treize juré en 1500, 1504, 1507, 1509, 1511 et 1515, sept de la guerre en 1519, 1520, 1526, 1535, 1536, 1538, 1539 et 1542. Il est également trésorier en 1518 et 1523.
Le 20 juin 1497, Thiébaut épouse Perrette Roucel, fille du seigneur Perrin Roucel, échevin, et de Françoise Cœur de Fer, fille du seigneur Geoffroy Cœur de Fer. Perrette n’avait que 9 ou 10 ans et était sous la tutelle de son oncle, Wiriat Roucel, chevalier, en raison du testament de son père. Le mariage fut célébré sans le consentement du seigneur Wiriat. Ce dernier voulut contester l’union, car Perrette était sous sa tutelle et encore trop jeune. Il y eut une vive opposition, mais Thiébaut s'installa sur le domaine de Talange, qui appartenait à Perrette par héritage paternel, et contraignit le seigneur Wiriat à renoncer à ses droits en échange de 200 livres. Wiriat dut également remettre à Perrette ses biens mobiliers, ses bijoux, ainsi que le règlement des dettes et gages du seigneur Perrin, et il dut rendre compte de la gestion des revenus qu’il avait administrés depuis le décès de ce dernier. Finalement, ils trouvèrent un accord qui n'est pas développé dans la chronique.
Sa femme et deux de ses enfants (Anne et François) meurent en 1508 en raison de la peste de Metz. Il se remarie en 1511 avec Marguerite Desch.
En 1518, il habite l'ancienne maison de Perrette Bataille, veuve de Joffroy Coeur de Fer, entre l'église Saint-Sauveur et la Vieille Boucherie (actuelle rue Serpenoise). Philippe de Vigneulles, son voisin, rapporte qu'un boulet tombe sur sa maison quand Franz von Sickingen assiège la cité.

## Mariages et descendance
Il se marie en premières noces avec Perrette Roucel, fille du seigneur Perrin Roucel, et de Françoise Cœur de Fer, fille de Geoffroy Cœur de Fer, chevalier et a quatre enfants :
- Claude de Gournay, maître-échevin en 1537[6].
- François de Gournay, qui meurt en 1508 pendant l'épidémie de peste. Il est enterré avec sa mère et sa sœur Anne au couvent des Célestins[7].
- Anne de Gournay, qui meurt en 1508 de même pendant l'épidémie de peste.
- Jacques de Gournay, seigneur de Bazoncourt, de ban Saint-Pierre, de Jouy[8].

En secondes noces, il se marie avec Marguerite Desch en 1511, ce mariage ne donne pas d'enfant connu.